# Río Montsinéry
El Río Montsinéry (en francés: Rivière Montsinéry) es un río ubicado en el departamento de Guayana Francesa (Guyane) un territorio de Francia en América del Sur.
Con 37,9 km de longitud el río Montsinéry corre a través de las comunas de Montsinéry-Tonnegrande y Macouria.
Montsinéry se eleva a veinte kilómetros al noreste de Cayena cerca de la ciudad de Montsinéry. Este río se ensancha justo aguas abajo del Montsinéry y recibe las aguas de dos afluentes en su margen izquierda. Montsinéry está rodeado en gran parte por los manglares .
Hasta su desembocadura, el río Montsinéry se une a las aguas del río Cayena cuando llega cerca a Cayena.